# Michael Weist
Michael G. Weist III (25 luglio 1996) è un produttore cinematografico e attore statunitense.
È noto per il suo ruolo di attore nel film Jawline.
Weist è un membro della Recording Academy.

## Carriera
All'età di 16 anni, Michael Weist è diventato il DJ privato del gruppo rock vincitore di Grammy Kings of Leon, esibendosi per il gruppo in eventi privati e in tournée. Durante il suo secondo anno di studio alla Belmont University, Weist lasciò il college e si trasferì a Los Angeles per intraprendere una carriera nell'industria dello spettacolo. Ha vissuto fuori dal W Hotel di Hollywood per i suoi primi mesi a Los Angeles e alla ricerca di un appartamento .
Il 14 marzo 2016, Weist è stato nominato membro della Recording Academy. Weist ha iniziato a filmare, per poi passare alla gestione, alla produzione e ad altre attività. Dopo aver fondato la Good Times Entertainment, Weist ha lanciato l'etichetta SwerV Records nel settembre 2014. Ha anche fondato Juice Krate Media Group nel gennaio 2019. Weist ha anche lavorato con Nike e Universal, tra gli altri .
Inoltre, ha recitato nel film del 2019 Jawline. Il film è stato presentato in anteprima al Sundance Film Festival nell'agosto 2019. È anche apparso al Dr. Phil Show dove ha discusso della sua precedente attività con lo Youtuber Tana Mongeau e il loro evento TanaCon.